# Kanonbåden Willemoes
Kanonbåden Willemoes var et dansk krigsskib, søsat i 1861 og taget i brug samme år. Willemoes blev bygget på Orlogsværftet. Sammen med fem tilsvarende kanonbåde omtales skibene som Thura-klassen. Willemoes gjorde tjeneste som kanonbåd til 1881 og derefter som opmålingsfartøj til 1933. Skibet var opkaldt efter søhelten Peter Willemoes, der døde i kamp i 1808 på linjeskibet Prinds Christian Frederik.

## Konstruktion
Thura-klassen var ret simple konstruktioner - udfordringen i dem var, at Orlogsværftet for første gang skulle bygge skibe af jern. Foruden dampmaskineriet var de to master forsynet med rigning, så der kunne suppleres med sejl. Skibets to kanoner var anbragt i hver sin udbygning ("svalerede") foran skorstenen, og der var tale om 30-punds glatløbet skyts med kanonvægt på 50 centner og kaliber 16,2 cm L/18. I 1868 blev kanonerne udskiftet med riflede 24-punds (15,4 cm), stadig med kanonvægt 50 centner. De nye kanoner var langt mere træfsikre. I midten af 1870'erne blev de svære kanoner suppleret med to 9 cm (4 punds) riflede forladere, der både kunne bruges til signalgivning og til forsvar mod mindre skibe. Omkring 1891 blev kanonerne udskiftet med to 37 mm kanoner.

## Tjeneste
Willemoes var udrustet under den 2. slesvigske krig og gjorde efter krigen tjeneste som vagtskib og øvelsesskib. Fra 1876 deltog det i opmålingen af de danske farvande og i 1885 blev Willemoes officielt klassificeret som opmålingsskib. I 1890-91 blev skibet ombygget, og fik nyt, kraftigere maskineri. Opmålingsarbejdet var en møjsommelig affære, der typisk bestod i at bestemme skibets position og derefter tage lodskud for at måle havdybden og tegne dybden ind på et søkort. Derefter skiftede skibet position og processen gentog sig.
Da 1. verdenskrig brød ud i 1914, var Willemoes i fuld gang med opmålingsopgaver, men skibet blev 1. august en del af Marinens Sikringsstyrke, hvor det indgik i 2. suppleringsstyrke som værksteds- og depotskib for undervandbådene. Der var dog også andre opgaver under krigen. I juli 1917 blev Willemoes således sendt til Lysegrunden i Kattegat, hvor en strandet svensk skonnert blev slæbt fri. Willemoes udgik af Sikringsstyrken 17. marts 1919 og genoptog opmålingsarbejdet, men havde lejlighedsvist også anden tjeneste, for eksempel i 1928 som depotskib for Marinens 2. Luftgruppe. Willemoes udgik i 1933 og blev solgt til ophugning.

## Eksterne links
- Wikimedia Commons har flere filer relateret til Kanonbåden Willemoes